# Comuna 4 (Cali)
La comuna 4 ocupa el 3,7% del área total del Municipio de Santiago de Cali con 452,5 hectáreas, por debajo del promedio de hectáreas por comuna que es de 550. Limita al norte con la Comuna 2, al occidente con el centro de Cali y la zona industrial de San Nicolás, al sur con las comunas 8 y 7 y al oriente con la Comuna 5 y 7.

## Barrios
La comuna 4 está conformada por 20 barrios y 2 urbanizaciones y sectores, conformando el 8% del número total de barrios de la ciudad. Estas son:
| - Jorge Isaacs - Santander - Porvenir - Las Delicias - Manzanares - Salomia - Fátima - Sultana-Berlín-San Francisco - José Antonio Galán - Ignacio Rengifo - Guillermo Valencia | - La Isla - Marco Fidel Suárez - Evaristo García - La Esmeralda - Bolivariano - Olaya Herrera - Bueno Madrid - Flora Industrial - Calima - La Alianza - Industria de Licores |